# Burgplatz
La Burgplatz (in italiano: Piazza del Castello) è una piazza approssimativamente rettangolare di poco più di 2.000 m² a sud-ovest del centro di Lipsia a Germania.

## Storia
La Burgplatz fu creata intorno al 1900 su parti dell'area di Pleißenburg quando fu demolita nel 1897 per fare spazio al Nuovo Municipio. Il municipio è stato volutamente costruito un po' fuori città per creare una nuova piazza cittadina. La Burgplatz, il cui nome si riferisce al Pleißenburg (in italiano: Castello Pleiße), è la più giovane delle piazze del centro città. Nel 1908, nella piazza antistante il Nuovo Municipio, fu inaugurata la fontana del municipio.
Durante la seconda guerra mondiale tutto il complesso periferico venne distrutto o gravemente danneggiato. Dopo i lavori di sgombero, la Burgplatz era delimitata solo dal municipio e dal Stadthaus, mancava il restante recinto strutturale. Durante l'era della DDR veniva utilizzato come parcheggio. C'erano anche bancarelle improvvisate anche sull'ampio varco di guerra, che si estendeva verso est fino a Petersstrasse.

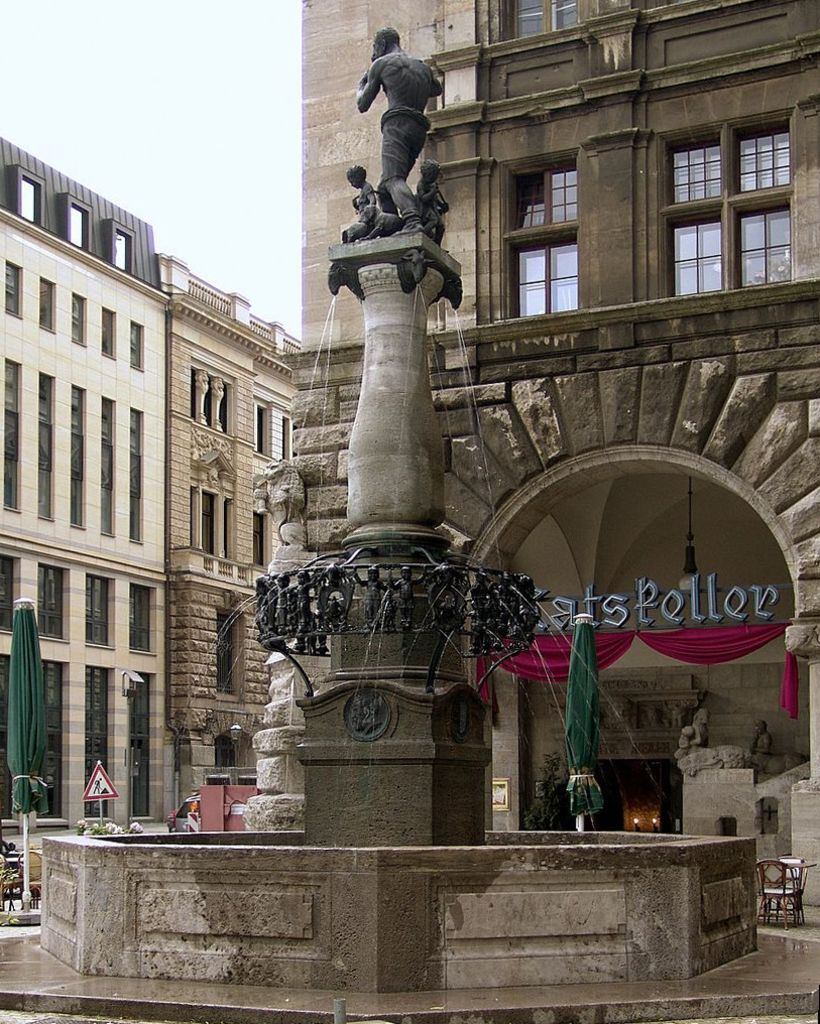
La fontana del municipio
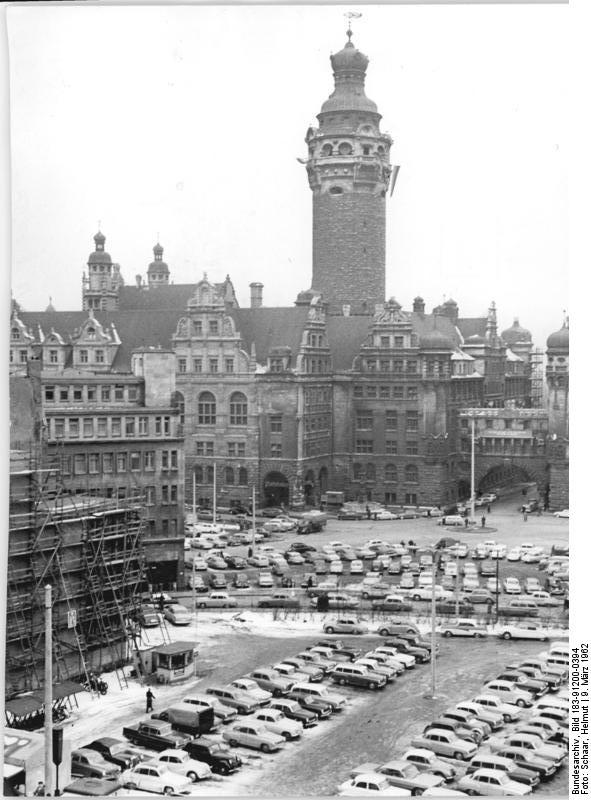
Burgplatz come parcheggio nel 1962

Dopo la “riunificazione” (1989/90) iniziò la riconsacrazione a piazza urbana; lo sviluppo periferico fu integrato da nuovi edifici, alcuni dei quali si basano sul carattere della struttura edilizia originaria.

## Sviluppo e progettazione attuali
Il nuovo Municipio chiude la piazza a sud e sud-ovest, mentre il Stadthaus si trova a ovest. Entrambi gli edifici servono l'amministrazione comunale e sono collegati tra loro da un “ponte” a due piani.
Dal 1994 il nuovo edificio della Bauwenshaus (Casa Bauwens) costituisce l'estremità nord della piazza. Su questo sito precedentemente sorgeva la “Casa Teiche”, danneggiata durante la guerra e successivamente demolita. A sud-est si trova un ampliamento che negli anni '90 è stato aggiunto con un avancorpo come una salita a torre anche all'edificio della Deutsche Bank; occupa l'altezza della grondaia della restante parte dell'edificio, ma per il resto è di design moderno.

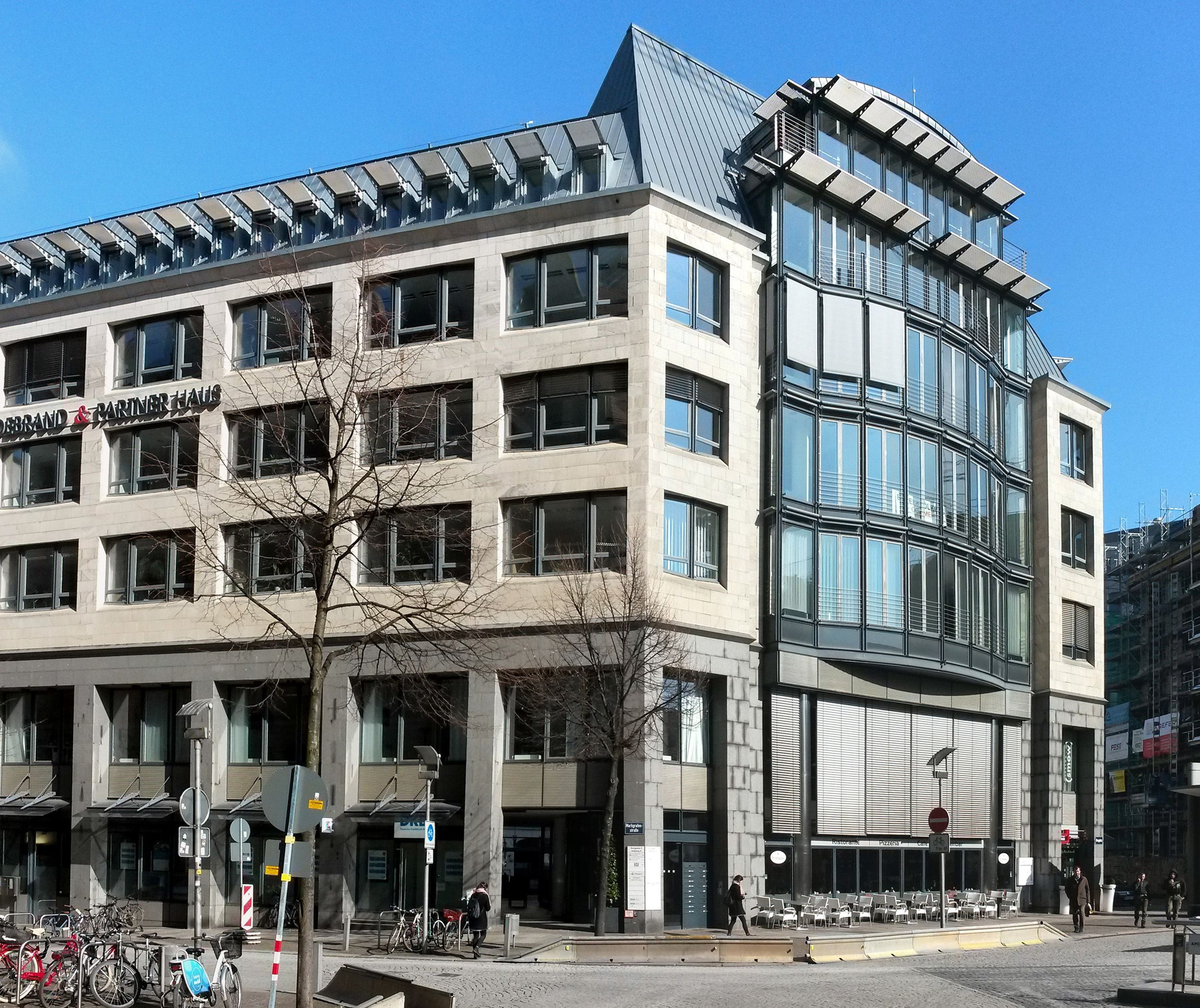
Bauwenshaus (Casa Bauwens)
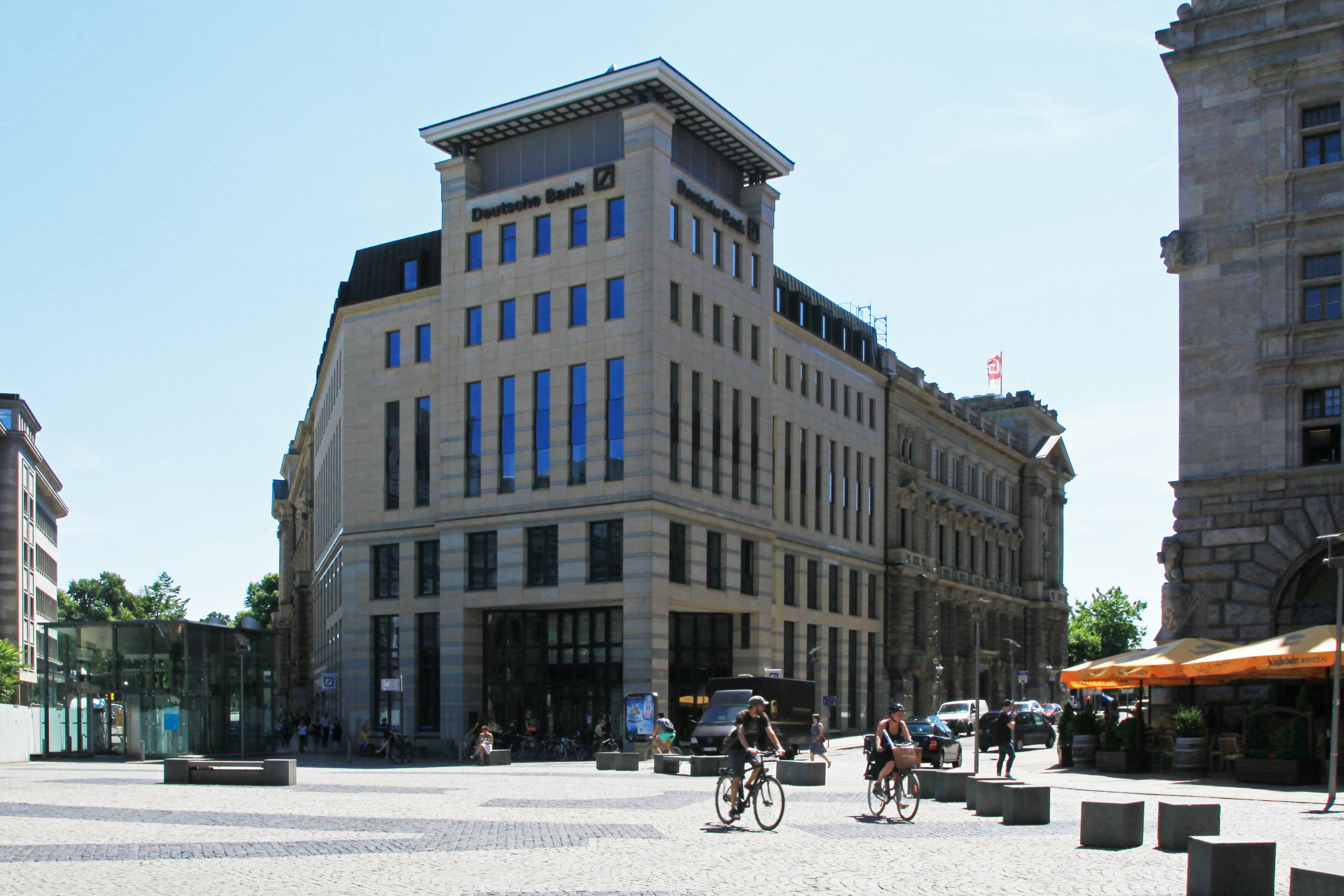
Nuovo edificio della Deutsche Bank
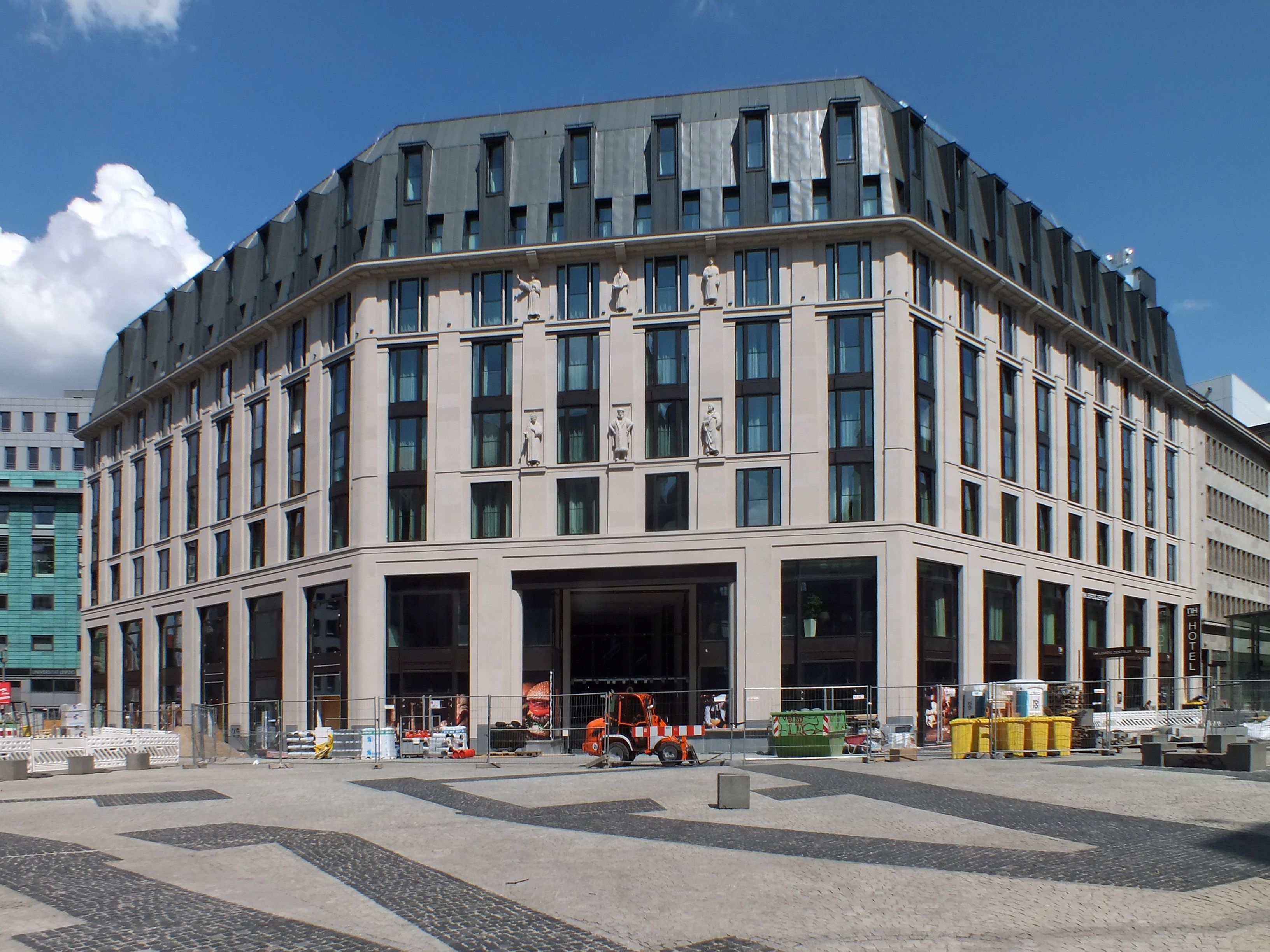
Passaggio della Burgplatz

A est, sul sito della ex Casa Hirzel, distrutta durante la guerra, dalla metà degli anni '90 e per oltre vent'anni ha campeggiato uno scavo a cielo aperto, denominato Burgplatzloch. È stato realizzato nel 1995 durante la costruzione di un parcheggio per l'estremità occidentale del Petersbogen, costruito tra il 1999 e il 2001. La costruzione non ebbe luogo nonostante diversi passaggi di proprietà. Solo nel 2017 è iniziata la costruzione dell'edificio denominato Burgplatz-Passage, inaugurato poi nel 2019, secondo il progetto dello studio di architettura HPP con il progetto della facciata affidato allo studio di architettura berlinese Christoph Kohl Stadtplaner Architekten CKSA. Oltre ad un passaggio verso il Petersbogen e negozi e ristoranti al piano terra, comprende un albergo appartenente al NH Hoteles ai piani superiori. La facciata, rivestita in arenaria, contiene sei figure a grandezza naturale con riferimento alla Disputa di Lipsia del 1519, avvenuta nel castello di Pleißenburg di fronte.
Nel 1995 è stato realizzato un parcheggio sotterraneo sotto la piazza. Durante i lavori sono stati scoperti ed esaminati archeologicamente i muri di fondazione del Pleißenburg. La nuova pavimentazione riproduce il contorno dei muri con pietre più scure.